# گریم سونس
گریم سونس (انگلیسی: Graeme Souness؛ زادهٔ ۶ مهٔ ۱۹۵۳) یک بازیکن فوتبال اهل اسکاتلند است.

## باشگاهی
از باشگاه‌هایی که در آن بازی کرده‌است می‌توان به میدلزبورو، سمپدوریا، لیورپول، تاتنهام هاتسپر، و باشگاه فوتبال رنجرز اشاره کرد.
درخشان‌ترین دوران ورزشی سونس زمانی بود که در بین سالهای ۱۹۷۷–۱۹۸۴ در باشگاه لیورپول در پست هافبک بازی می‌کرد. او در این طول این هفت سال همراه با لیورپول پانزده جام اروپایی و داخلی را کسب کرد. هر چند که سونس در دهه ۸۰ میلادی کاپیتان لیورپول بود و به همراه این تیم به موفقیت‌های فراوانی دست یافت، اما زمانی که در بین سال‌های ۱۹۹۱ تا ۱۹۹۴ به سمت سرمربی‌گری لیورپول انتخاب شد، به جز قهرمانی در جام حذفی سال ۱۹۹۲ موفقیتی دیگر در این تیم به دست نیاورد.

## افتخارات

### بازیکن
میدلزبورو
- لیگ دسته دوم (۱): ۱۹۷۳–۷۴

لیورپول
- لیگ دسته اول (امروزه لیگ برتر) (۵): ۱۹۷۸–۷۹، ۱۹۷۹–۸۰، ۱۹۸۱–۸۲، ۱۹۸۲–۸۳، ۱۹۸۳–۸۴
- جام اتحادیه (۴): ۱۹۸۱، ۱۹۸۲، ۱۹۸۳، ۱۹۸۴
- جام خیریه انگلستان (۳): ۱۹۷۹، ۱۹۸۰، ۱۹۸۲
- جام باشگاه‌های اروپا (۳): ۱۹۷۸، ۱۹۸۱، ۱۹۸۴

سمپدوریا
- جام حذفی (۱): ۱۹۸۵

### بازیکن–سرمربی
گلاسکو رنجرز
- لیگ فوتبال اسکاتلند (۳): ۱۹۸۶–۱۹۸۷، ۱۹۸۸–۸۹، ۱۹۸۹–۹۰
- جام اتحادیه اسکاتلند (۴): ۱۹۸۷، ۱۹۸۸، ۱۹۸۹، ۱۹۹۱

### سرمربی
لیورپول
- جام حذفی (۱): ۱۹۹۲

گالاتاسرای
- جام حذفی (۱): ۱۹۹۶
- سوپر جام (۱): ۱۹۹۷

بلکبرن
- جام اتحادیه (۱): ۲۰۰۲